# Morti nel 1969/Dicembre
| Questa pagina contiene informazioni ricavate automaticamente dalle voci biografiche con l'ausilio del template Bio e di un bot. L'aggiornamento è periodico e automatico e ricostruisce completamente la pagina. Se manca una persona in questa lista, sei pregato di non aggiungerla, ma accertati piuttosto che la sua voce biografica contenga il template Bio e che i dati anagrafici siano correttamente compilati. Se il template Bio manca, inseriscilo tu stesso o, in alternativa, metti l'avviso {{tmp\|Bio}} che ne segnala la mancanza. Se i dati riportati sono sbagliati, correggi direttamente la voce biografica; le modifiche saranno visibili in questa lista entro pochi giorni. Per chiarimenti vedi il progetto biografie. La lista contiene solo le 112 persone che sono citate nell'enciclopedia e per le quali è stato implementato correttamente il template Bio. Pagina aggiornata al 3 mar 2024. |

- 1º dicembre - Magic Sam, musicista e cantante statunitense (n. 1937)
- 1º dicembre - František Ventura, cavaliere cecoslovacco (n. 1894)
- 2 dicembre - José María Arguedas, scrittore e antropologo peruviano (n. 1911)
- 2 dicembre - Augusts Baraks, calciatore lettone (n. 1907)
- 2 dicembre - Kliment Efremovič Vorošilov, generale e politico sovietico (n. 1881)
- 3 dicembre - Eduardo Astengo, calciatore peruviano (n. 1905)
- 3 dicembre - Rosina Galli, attrice e doppiatrice italiana (n. 1906)
- 3 dicembre - Mathias Wieman, attore tedesco (n. 1902)
- 4 dicembre - Fred Hampton, attivista statunitense (n. 1948)
- 4 dicembre - Karl Kaufmann, politico tedesco (n. 1900)
- 4 dicembre - Sidney Meyers, regista, montatore e musicista statunitense (n. 1906)
- 4 dicembre - Alceo Toni, compositore e musicologo italiano (n. 1884)
- 5 dicembre - Alice di Battenberg, nobile tedesca (n. 1885)
- 5 dicembre - Jean Bayet, latinista francese (n. 1892)
- 5 dicembre - Martin Benedikter, sinologo italiano (n. 1908)
- 5 dicembre - Claude Dornier, ingegnere aeronautico tedesco (n. 1884)
- 5 dicembre - Nicola Galante, pittore e incisore italiano (n. 1883)
- 5 dicembre - William Gilmore, canottiere statunitense (n. 1895)
- 5 dicembre - Reinhold Platz, ingegnere aeronautico tedesco (n. 1886)
- 5 dicembre - Maxime Surdez, calciatore svizzero (n. 1891)
- 6 dicembre - Siegfried Aufhäuser, politico e sindacalista tedesco (n. 1884)
- 6 dicembre - Nunzio Caroleo, politico italiano (n. 1923)
- 6 dicembre - João Cândido Felisberto, militare brasiliano (n. 1880)
- 6 dicembre - Meredith Hunter,  statunitense (n. 1951)
- 6 dicembre - Lidio Manzotti, calciatore italiano (n. 1908)
- 6 dicembre - André Gaston Prételat, generale francese (n. 1874)
- 6 dicembre - Stanislav Zela, vescovo cattolico ceco (n. 1893)
- 7 dicembre - Giuseppe Blanc, compositore italiano (n. 1886)
- 7 dicembre - Augusto Marcacci, attore e doppiatore italiano (n. 1892)
- 7 dicembre - Eric Portman, attore inglese (n. 1901)
- 7 dicembre - Ladislav Šimůnek, calciatore cecoslovacco (n. 1916)
- 7 dicembre - Hugh Williams, attore e drammaturgo britannico (n. 1904)
- 7 dicembre - Élisabeth d'Ayen, tennista francese (n. 1898)
- 8 dicembre - Fuller Albright, medico statunitense (n. 1900)
- 8 dicembre - Higinio Anglés, musicologo e presbitero spagnolo (n. 1888)
- 8 dicembre - Vincenzo Davico, compositore italiano (n. 1889)
- 9 dicembre - Carlo Allorio, vescovo cattolico italiano (n. 1891)
- 9 dicembre - Leonardo Cilaurren, calciatore spagnolo (n. 1912)
- 9 dicembre - Kurt Held, scrittore e poeta tedesco (n. 1897)
- 9 dicembre - Giuseppe Monegato, artista, pittore e scultore italiano (n. 1903)
- 9 dicembre - Sergej Stoljarov, attore sovietico (n. 1911)
- 9 dicembre - Richard York, calciatore inglese (n. 1889)
- 10 dicembre - Calogero Bagarella, mafioso italiano (n. 1935)
- 10 dicembre - Armando Bellolio, calciatore e allenatore di calcio italiano (n. 1897)
- 10 dicembre - Franco Capuana, direttore d'orchestra italiano (n. 1894)
- 10 dicembre - Michele Cavataio, mafioso italiano (n. 1929)
- 10 dicembre - Leigh Harline, compositore statunitense (n. 1907)
- 10 dicembre - Mark-Lee Kirk, scenografo statunitense (n. 1895)
- 10 dicembre - Walter Lichel, generale tedesco (n. 1885)
- 11 dicembre - Costan Zarian, scrittore, poeta e giornalista armeno (n. 1885)
- 12 dicembre - Adele Zara, infermiera italiana (n. 1882)
- 13 dicembre - Luigi Pavese, attore e doppiatore italiano (n. 1897)
- 13 dicembre - Umberto Segre, politologo, filosofo e antifascista italiano (n. 1908)
- 13 dicembre - Amedeo Sommovigo, sindacalista e politico italiano (n. 1891)
- 13 dicembre - Raymond Spruance, ammiraglio statunitense (n. 1886)
- 13 dicembre - Spencer Williams Jr., attore, regista e sceneggiatore statunitense (n. 1893)
- 14 dicembre - Angelo Brucculeri, gesuita, giornalista e sociologo italiano (n. 1879)
- 14 dicembre - Adolf Höschle, calciatore tedesco (n. 1899)
- 14 dicembre - Marco Sala, calciatore italiano (n. 1886)
- 15 dicembre - Giuseppe Pinelli, anarchico e partigiano italiano (n. 1928)
- 15 dicembre - Willy Røgeberg, tiratore a segno norvegese (n. 1905)
- 16 dicembre - Gabriele Vanorio, cantante italiano (n. 1922)
- 16 dicembre - Romolo Vaselli, imprenditore italiano (n. 1882)
- 17 dicembre - Artur da Costa e Silva, generale e politico brasiliano (n. 1902)
- 18 dicembre - Charles Dvorak, astista statunitense (n. 1878)
- 19 dicembre - Sara Berner, attrice e doppiatrice statunitense (n. 1912)
- 19 dicembre - Andrea Cesarano, arcivescovo cattolico italiano (n. 1880)
- 20 dicembre - Adolfo Consolini, discobolo italiano (n. 1917)
- 20 dicembre - Luigi Camillo Fumagalli, politico italiano (n. 1886)
- 21 dicembre - Giacinto Auriti, diplomatico, ambasciatore e iamatologo italiano (n. 1883)
- 21 dicembre - Vincenzo Bellisario, politico italiano (n. 1917)
- 21 dicembre - Georges Catroux, generale e diplomatico francese (n. 1877)
- 21 dicembre - José Ibáñez Martín, politico spagnolo (n. 1896)
- 21 dicembre - Bruno Margarucci Riccini, militare italiano (n. 1895)
- 21 dicembre - Nino Nespoli, pittore italiano (n. 1898)
- 21 dicembre - Canzio Pizzoni, presbitero e teologo italiano (n. 1885)
- 22 dicembre - Helena Cambridge (n. 1899)
- 22 dicembre - Willi Allen, attore e musicista tedesco (n. 1909)
- 22 dicembre - Antonio Bottacchi, compositore di scacchi italiano (n. 1900)
- 22 dicembre - Alfredo Ferraris, calciatore italiano (n. 1890)
- 22 dicembre - Enrique Peñaranda del Castillo, generale e politico boliviano (n. 1892)
- 22 dicembre - Josef von Sternberg, regista, sceneggiatore e produttore cinematografico austriaco (n. 1894)
- 22 dicembre - José Régio, scrittore, poeta e drammaturgo portoghese (n. 1901)
- 23 dicembre - Léon Barsacq, scenografo francese (n. 1906)
- 23 dicembre - Tiburcio Carías Andino, politico e militare honduregno (n. 1876)
- 23 dicembre - Gaudenzio Sereno, calciatore italiano (n. 1900)
- 24 dicembre - Édouard Gardère, schermidore francese (n. 1909)
- 24 dicembre - Seabury Quinn, scrittore statunitense (n. 1889)
- 25 dicembre - Jean Ces, pugile francese (n. 1906)
- 26 dicembre - Frank St. Leger, direttore d'orchestra britannico (n. 1890)
- 26 dicembre - Louise Lévèque de Vilmorin, scrittrice, poetessa e sceneggiatrice francese (n. 1902)
- 26 dicembre - Gunnar Söderlindh, ginnasta svedese (n. 1896)
- 26 dicembre - Margaret Thompson, attrice statunitense (n. 1889)
- 26 dicembre - William Ward, III conte di Dudley, nobile e politico scozzese (n. 1894)
- 27 dicembre - Albert Mercier, calciatore francese (n. 1895)
- 27 dicembre - Émile Mireaux, politico, economista e politologo francese (n. 1885)
- 27 dicembre - Kally Sambucini, attrice italiana (n. 1892)
- 27 dicembre - Aleksej Pavlovič Sokol'skij, scacchista sovietico (n. 1908)
- 28 dicembre - Federico Kuntze, politico italiano (n. 1905)
- 29 dicembre - Cesare Gavina, politico e avvocato italiano (n. 1881)
- 29 dicembre - Rezső Nikolsburger, calciatore ungherese (n. 1899)
- 29 dicembre - Kurt Richter, scacchista e compositore di scacchi tedesco (n. 1900)
- 30 dicembre - Angelina Beloff, artista russa (n. 1879)
- 30 dicembre - Genesio Pioletti, allenatore di calcio e calciatore italiano (n. 1899)
- 30 dicembre - Jiří Trnka, illustratore, animatore e regista cecoslovacco (n. 1912)
- 31 dicembre - Ugo Attanasio, attore italiano (n. 1887)
- 31 dicembre - Salvatore Baccaloni, basso e attore italiano (n. 1900)
- 31 dicembre - Camillo Bechis, generale italiano (n. 1890)
- 31 dicembre - Gustavo Cacini, attore teatrale e comico italiano (n. 1890)
- 31 dicembre - Benjamin Hedges, altista statunitense (n. 1907)
- 31 dicembre - Gaetano Mauro, presbitero italiano (n. 1888)
- 31 dicembre - Theodor Reik, psicoanalista austriaco (n. 1888)